# A caccia di spie
A caccia di spie (Where the Spies Are) è un film britannico del 1966 diretto da Val Guest.
Esso è basato sul libro Passport to Oblivion di James Leasor.